# Prameny Tolkienova díla
J. R. R. Tolkien byl zároveň spisovatel s neobyčejnou fantazií i univerzitní profesor s nevšedními znalostmi. Proto lze stále nacházet množství pramenů, z nichž čerpal inspiraci pro svoji literární tvorbu, a to zejména na poli filologie, mytologie a náboženství.
| „                  | Hledání pramenů je velmi zábavné, ale osobně si myslím, že nijak zvlášť užitečné. | “ |
| — J. R. R. Tolkien |                                                                                   |   |

## HobitaPán prstenů

### Vliv náboženství
V dopise svému příteli, jezuitovi Robertu Murraymu, popsal jednou Tolkien Pána prstenů jako „dílo od základů náboženské a katolické, zprvu sice nevědomě, ale při redigování záměrně.“ V rámci ústředního motivu boje mezi dobrem a zlem naplňují malí hobiti svými činy ideu sebeobětování i výrok, že «síla se projeví ve slabosti» (2 Kor 12, 9). Časté boje s pokušením použít Prsten moci vypovídají o svobodné vůli a epizody s Glumem a Sarumanem o zásadě milosrdenství vůči nepřátelům. Postava čaroděje Gandalfa, který se po pádu do hlubin Morie vrací nazpět s ještě větší silou a moudrostí, nyní už jako Gandalf Bílý, připomíná křesťanský obraz vzkříšení, a světlo lahvičky od Galadriel, které prozáří i temnoty Mordoru, lze vnímat jako symbol spásy. Sám Tolkien řekl: "Ovšem že je v Pánu prstenů přítomen Bůh. Jde sice o období předkřesťanské, ale svět byl monoteistický." A na otázku, kdo byl oním jediným Bohem Středozemě, Tolkien odpovídá: „Ten jediný, samozřejmě! Má kniha pojednává o světě, který stvořil Bůh – o současném světě na této planetě.“

### Vliv severské mytologie
Severskou mytologií byl Tolkien ovlivněn už v mládí, když studoval na King Edward’s School v Birminghamu. Tehdy ve svém volném čase četl a překládal ze staré severštiny a jedno z prvních děl staroseverské literatury, které si opatřil, byla Sága o Völsunzích v jediném tehdy dostupném překladu Williama Morrise a islandského badatele Eiríkura Magnússona. V Sáze o Völsunzích najdeme mnoho jmen, která Tolkien použil ve svých příbězích, a také dva z hlavních motivů Pána prstenů: kouzelný prsten Andvarinaut, který umí vytvářet zlato, a zlomený a znovu zkutý meč Gram (jeho protějškem je Aragornův meč Andúril). Druhým důležitým pramenem je Píseň o Nibelunzích, kde se opět vyskytují motivy jako prsten moci, bájný meč, poklad střežený drakem aj.
V severské a s ní spjaté germánské mytologii mají z velké míry původ i Tolkienovi elfové a trpaslíci. Zmínky o nich najdeme v dílech Prozaická Edda a Poetická Edda, a v kontextu Vědminy písně (Völuspá) se dočteme, že trpaslíci byli stvořeni dříve než člověk, což plně odpovídá Tolkienovu výkladu dějin Středozemě. Jména Gandalfa a trpaslíků v Hobitovi jsou převzatá z částí Dvergatal ze Starší Eddy a Gylfaginning z Prozaické Eddy. Postava čaroděje Gandalfa vychází z obrazu severského boha Ódina poté, co se vtělil do «Poutníka», starce s dlouhým bílým vousem, v klobouku se širokou střechou a s holí v ruce. Podobně jako Ódin prosazuje Gandalf spravedlnost, poznání, pravdu a porozumění. Jeho protivník Balrog a zřícení mostu v Morii jsou přímou paralelou k ohnivému obru Surtovi a zkáze duhového mostu Bifröstu vedoucímu do Ásgardu.

### Vliv staré a střední angličtiny
Jakožto profesor staroanglického (anglosaského) a středoanglického jazyka a literatury byl Tolkien ovlivněn zejména eposem Beowulf. V něm najdeme scénu podobnou rozhovoru Bilba Pytlíka s drakem Šmakem, nesnášenlivost vyvolanou pouhou zmínkou o zlatě, soutěž v hádankách i hrdinství a mužnost Aragorna.
Anglosasové byli také předlohou Rohanských jezdců, včetně jejich jmen, zvyků a poesie (anglosaskou báseň Poutník parafrázuje Aragorn v Pánu prstenů jako příklad rohirských veršů).
Svůj vliv měly i veršované hádanky (riddle poetry) z anglosaské Anglie a pravděpodobně také středoanglická báseň Pearl (Perle), kterou Tolkien překládal. Text neznámého autora vypravuje o ztrátě básníkovy dcery, která je vylíčena jako nádherná perla. Nabízí se zde podobnost jak s Prstenem moci, tak s Glumovou posedlostí po něm.

### Další vlivy mytologie a lingvistiky
V další řadě je třeba zmínit finskou mytologii a zvláště finský národní epos Kalevala. Podobně jako v Pánu prstenů i v Kalevalovi je ústředním motivem mocný kouzelný předmět, tajemný mlýnek sampo, který svému majiteli přináší bohatství. A stejně jako v případě Prstenu moci o něj bojují síly dobra a zla a nakonec je zničen. Dále je zde postava čaroděje Väinämöinena, která se podobá Gandalfovi v jeho nadpřirozeném původu a moudrosti, přičemž obě díla končí tím, že čaroděj odplouvá k zemím za hranicemi tohoto světa. Mimoto převzal Tolkien z finštiny i prvky elfského jazyka Quenya.
Co se týče keltského vlivu, Tolkien napsal, že dal elfskému jazyku Sindarin „charakter velmi podobný velštině“, a bylo zjištěno, že z této řeči pochází i mnoho názvů postav a míst v Hobitovi a Pánu prstenů. Pokud jde o Artušovské legendy, Tolkien sice popírá, že by ho nějak ovlivnily, ale přesto se nabízí srovnání Gandalfa s Merlinem, Froda a Aragorna s králem Artušem a Galadriel s Jezerní paní.

### Vliv moderní literatury
Zřejmá podobnost mezi útokem Entů na Železný pas a Birnamským lesem pochodujícím na Dunsinan z Shakespearova Macbetha není zdaleka jediným dokladem vlivu světové literatury na Tolkienovo dílo. Podobně se v něm odráží i Kronika Pickwickova klubu od Charlese Dickense, Cesta do středu Země od Julesa Verna (užití runového písma k sepsání tajného rukopisu s plánem cesty) nebo tvorba Williama Morrise z hnutí Arts and Crafts. Právě jeho dílo toužil Tolkien napodobit při popisu Mrtvých močálů v Pánu prstenů a Temného hvozdu v Hobitovi.
Svým vlivem přispěl i jeden z prvních zakladatelů žánru fantasy, spisovatel George MacDonald, knihou Princezna a skřítci (The Princess and the Goblin), dále Owen Barfield, především knihami Stříbrná trumpeta (The Silver Trumpet), Dějiny v anglických slovech (History in English Words) a Poetická dikce (Poetic Diction), a Edward Wyke-Smith, jehož „jako stůl vysoké“ titulní postavy z Úžasné Země Snergů (Marvellous Land of Snergs) se nápadně podobají hobitům z Kraje.
Jak píše jeho životopisec Humphrey Carpenter, v čase, kdy by Tolkien mohl číst krásnou literaturu, „dával přednost lehčím současným románům.“ Jeden z nich, dobrodružný román Ona od H. R. Haggarda, zmiňuje sám Tolkien: „Myslím, že v dětství mě nic tak nezaujalo, jako právě Ona – ta kniha byla něčím na způsob hliněného střepu řeckého krále Amyntase (Amenartase), který fungoval jako stroj uvádějící vše do pohybu.“ V prvním vydání Haggardova románu se navíc objevila údajná faksimile onoho střepu s nápisem, který zavede hrdiny románu do Její ztracené říše, a kritikové zde viděli podobnost s Isildurovou závětí z Pána prstenů i Tolkienovou snahou otisknout v Pánu prstenů kopii stránky z Knihy Mazarbulu.
Tolkien dále uvedl, že ho jako chlapce velmi zaujal historický román Samuela Rutherforda Crockettse Černý Douglas (The Black Douglas) a že podkladem pro Saurona byl Gilles de Retz. Proto také nepřekvapí, že se jak Hobit, tak Pán prstenů celkovým stylem vyprávění zmíněnému románu dosti podobají. Co však Tolkien rozhodně popíral, bylo tvrzení, že jeho obří pavouci mají původ v románech Edgara Rice Burroughse: „Četl jsem mnoho raných děl E. R. Burroughse, ale k jeho Tarzanovi se u mě postupně vyvinula ještě větší nechuť, než k pavoukům. S pavouky jsem se setkal dlouho předtím, než Burroughs vůbec začal psát a myslím, že za vznik Oduly není nijak zodpovědný.“

### Vliv Richarda Wagnera
Když začali někteří kritici tvrdit, že Pán prstenů je přímo inspirován operním cyklem Richarda Wagnera Prsten Nibelungův, kde je taktéž ústředním motivem kouzelný prsten, Tolkien se to pokusil odbýt slovy: „Oba dva prsteny jsou kulaté a tím veškerá podobnost končí.“ Někteří badatelé se uchýlili ke kompromisu tvrzením, že oba autoři použili stejné prameny, totiž Ságu o Völsunzích a Píseň o Nibelunzích, ale že Tolkien byl ovlivněn způsobem, jakým je Wagner rozvinul. Zejména pojetí prstenu jako předmětu, který dává svému držiteli moc nad světem, byl Wagnerův osobní přínos. Zkombinoval tak zřejmě prsten s kouzelnou hůlkou, o níž se v Písni o Nibelunzích praví, že může propůjčit svému majiteli vládu «nad lidským rodem». Kromě toho se zhoubný vliv Tolkienova Prstenu moci v žádném z obou mýtů neobjevuje, ale ve Wagnerových operách má hlavní úlohu.

### Osobní zkušenost
Původ některých motivů Tolkienova díla lze najít v jeho dětství v Birminghamu, kde bydlel nejdřív nedaleko Sarehole Mill a později u Edgbaston Reservoir. Černá Země (Black Country), která leží pár kilometrů severozápadně od Edgbastonu, přichází do úvahy jako předloha Mordoru, a způsob, jakým Saruman zničil Železný pas a Kraj představuje podle Tolkienova výslovného prohlášení obraz industrializace Anglie. Vyskytl se i názor, že inspirací Kraje a jeho okolí byla doba železná a římské labyrinty, které Tolkien viděl v roce 1929 při práci s archeologem Mortimerem Wheelerem v Lydney Park (Forest of Dean), případně i venkov v okolí Stonyhurst College v Lancashire, kde často pobýval během čtyřicátých let.

### Vliv válečného prožitku
Po vydání Pána prstenů se objevily dohady, že Sauron, zlo na východě, je obrazem Stalina a Prsten moci alegorií atomové bomby atd. Tolkien však podobné alegorické výklady své knihy opakovaně odmítal. V předmluvě k druhému vydání Pána prstenů píše: „Mnohem raději než alegorii mám historii, pravou nebo předstíranou, protože ji čtenáři mohou aplikovat různě podle svého myšlení a zkušeností.“
Daleko spíše lze však v Tolkienově stěžejním díle identifikovat hrůzy ze zákopů 1. světové války, zejména bitvy na Sommě, kterou mladý důstojník Tolkien, třebaže jen krátce, poznal na vlastní kůži, a ve které zahynuli dva ze čtyř členů Tolkienovy studentské party. Vytváření mytického světa sloužilo autorovi již v době války jako prostředek úniku před hrůznou realitou a zároveň jako pomůcka pro její rozumové zpracování. Paralelu lze vidět například v motivu čtyř bezstarostných hobitích přátel, kteří byli vtaženi do soukolí Velké války. V knize se opakovaně vyskytují obrazy kdysi idylických koutů přírody, zničených působením zla: Mordor, Železný pas, Mrtvé močály, Ithilien, Morgulské údolí a nakonec samotný Kraj hobitů na konci války, jsou alegorií na krutými boji zdevastovanou zemi nikoho a válečným průmyslem poničený anglický venkov. "Mrtvé močály" a vodou zatopené krátery plné mrtvých se objevují ve vzpomínkách také jiných veteránů Velké války, a sám Tolkien použil nezaměnitelný odkaz na zákopovou válku, když oblast mezi Mrtvými močály a Mordorem nazval "Zemí nikoho" (Dvě věže, 2004, s. 213). V závěru Pána Prstenů je také patrná nostalgie po předválečném světě, patrná i v dílech dalších britských autorů poválečné éry, neboť tak jako navzdory vítězství ve Válce o Prsten Elfové odcházejí ze světa Středozemě, tak i vítězná Velká Británie postupně ztrácí své velmocenské postavení a své impérium.